# Andrew Souksavath Nouane Asa
Andrew Souksavath Nouane Asa (ur. 5 sierpnia 1972 w Pakxé) – laotański duchowny katolicki, wikariusz apostolski Paksé od 2022.

## Życiorys

### Prezbiterat
Święcenia kapłańskie otrzymał 30 grudnia 2006 i został inkardynowany do wikariatu apostolskiego Paksé. Był m.in. duszpasterzem młodzieży, wykładowcą filozofii w seminarium w Savannakhet oraz administratorem wikariatu.
W 2019 został wybrany sekretarzem generalnym Konferencji Episkopatu Laosu i Kambodży.

### Episkopat
31 maja 2022 papież Franciszek mianował go wikariuszem apostolskim Paksé. Sakry udzielił mu 15 sierpnia 2022 kardynał Louis-Marie Ling Mangkhanekhoun.